# 宮城麻里子
宮城 麻里子（みやぎ まりこ、1973年6月11日 - ）は、沖縄県出身のフリーアナウンサー。
琉球放送（テレビ、ラジオ（RBCiラジオ）ともに）の放送終了と開始前のコールサインは彼女のアナウンスによるものである。

## 経歴
- 沖縄尚学高等学校を経て獨協大学外国語学部に入学、卒業。
- 1996年 琉球放送入社（同期は狩俣倫太郎(当初は記者)、比嘉俊次）。
- 2008年 琉球放送を退社、フリーに（有給休暇消化を経て5月末）。沖縄と東京で活動中。
- 2022年3月26日、ラジオとtwitterで入籍、挙式したことを発表した。

## これまでの出演番組
テレビ
- RBCニュース ライブi（月-水担当）
- まりこのGOODシネマ - 宮城の退社後、番組は小林真樹子アナに引き継ぎ。

ラジオ
- Chao!OKINAWAN MUSIC
- @BBS
- ナイトクルージング
- Repose After Hours（エフエム沖縄） - 中村一枝の産休の代役を数ヶ月務める。
- フリー転向後、エフエム沖縄の特別番組のパーソナリティに指名される。
- 学校法人尚学院チャレンジ通信[1]
- Fine![2]
- スズキ 前向きドライブ[3]
- TSJの今夜もゲネプロ（ゲスト出演）

映画
- Mr.インクレディブル（ピクサー） - 保険会社の受付役の声優を担当。